# Weegee
Ascher Fellig, devenu Usher Fellig puis anglicisé Arthur Fellig et plus connu sous le pseudonyme de Weegee, né le 12 juin 1899 à Złoczów en Galicie et mort le 26 décembre 1968 à New York, est un photographe et photo-journaliste américain célèbre pour ses photographies en noir et blanc de la vie nocturne, tout particulièrement celle de sa ville de prédilection, New York.

## Biographie

### Premiers pas

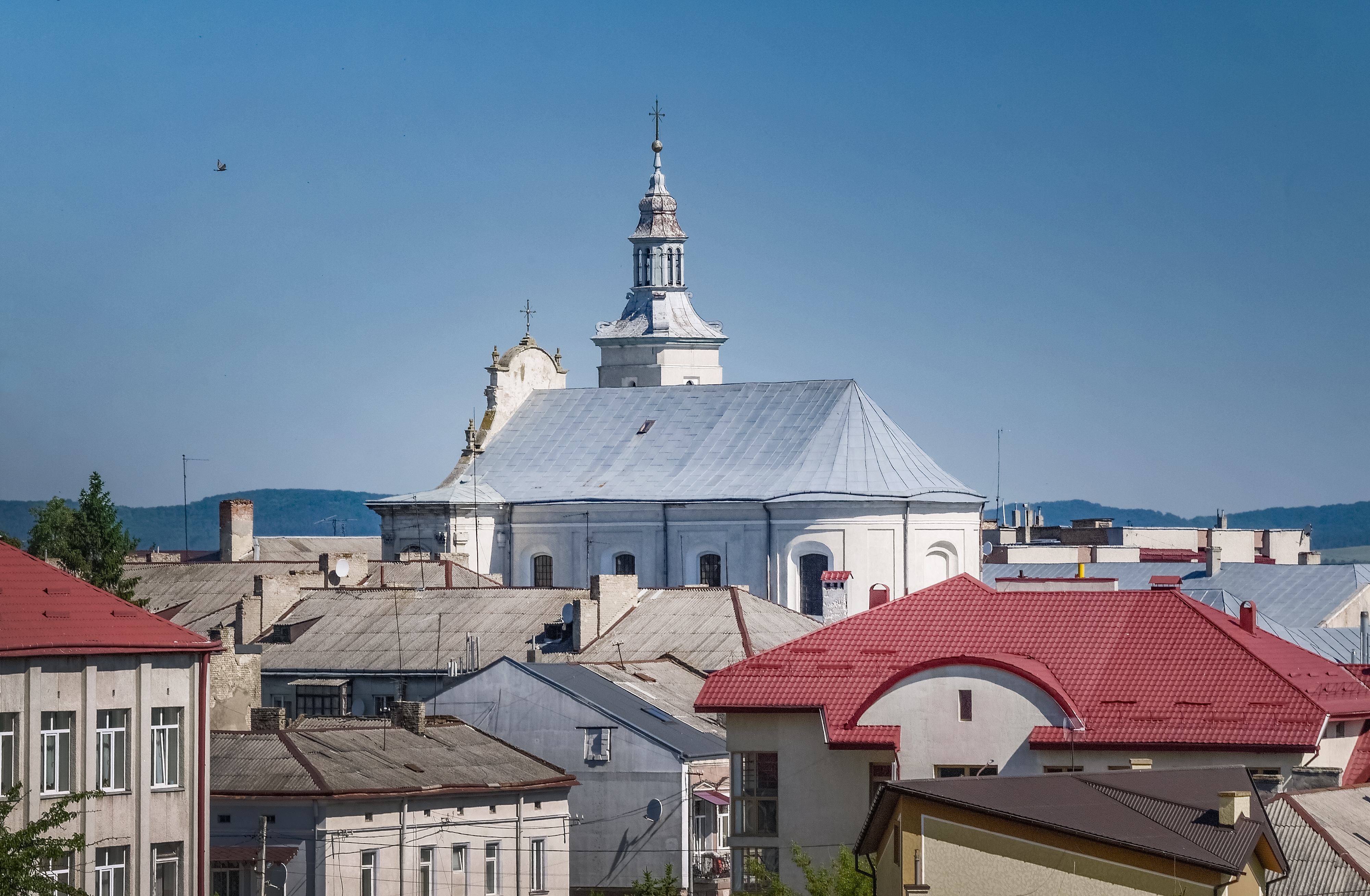
Vue de Złoczów, actuellement

Ascher Fellig (dont le prénom deviendra Usher[Quand ?]) est né en 1899 à Złoczów en Galicie, petite ville (Shtetl) sur la route de Lviv à Ternopil, près de Lemberg, dans une région faisant alors partie de l'empire austro-hongrois et aujourd'hui en Ukraine occidentale. 

The Lower East Side de Manhattan, actuellement

En 1910, sa famille rejoint Bernard Fellig, le père, qui a immigré aux États-Unis peu après la naissance d'Ascher. À son arrivée à Ellis Island, le nom du jeune garçon est changé en Arthur. Son père, qui est rabbin, survit avec sa femme, Arthur et ses trois frères dans l'indigent quartier juif new-yorkais du Lower East Side. En 1914, alors qu'il est âgé de 15 ans, Arthur quitte l’école pour subvenir aux besoins financiers de sa famille au moyen de nombreux petits métiers (vendeur de voitures, confiseur, etc.).
Un jour, il se fait prendre en photo dans la rue par un photographe ambulant. Cette rencontre serait le déclic qui lui fait choisir la photographie comme métier. Le jeune homme achète un appareil photographique d’occasion et commence à prendre des clichés des enfants en habits du dimanche pour proposer les épreuves aux familles aisées. 
En 1917, il décide de quitter le foyer familial par refus du judaïsme intransigeant prôné par son père. Weegee connaît à cette époque une période de vagabondage, de refuges en gares ferroviaires, en quête d'un endroit chaud où dormir.

### Carrière professionnelle
En 1918, Weegee obtient, après maintes tentatives, un emploi dans le studio photographique Ducket & Adler. Ce nouvel emploi lui permet de passer son temps dans le laboratoire et d'apprendre les techniques du tirage. 
En 1923, âgé de 24 ans, il est embauché comme employé de laboratoire par l’agence ACME Newspictures, dont l'activité est de constituer un stock de photographies pour la presse quotidienne de nombreux États américains. Weegee travaille au développement des négatifs de nombreux photographes et, en cas d’urgence ou d’indisponibilité d'un de ces derniers, couvre lui-même les évènements urbains de New York.
Après quelques années, l’agence lui propose de devenir photographe à temps plein. Weegee accepte mais n’apprécie guère que ses photographies deviennent la propriété de ACME Newspictures et que son nom ne soit jamais associé aux photos qu'il prend. Il gardera toujours une machine à écrire dans le coffre de sa Chevrolet pour signer immédiatement ses photographies. Il ne supporte pas de ne pas être l'unique propriétaire de ses œuvres.

#### Pseudonyme
De cette période de sa vie, il aurait en revanche hérité de son surnom de photographe. L'origine de son pseudonyme est incertaine.  
Au cours de son emploi chez Acme Newspictures, son habileté et son ingéniosité à développer des imprimés à la volée (par exemple, dans une rame de métro) lui valent le nom de « M. Squeegee ». Mais Weegee pourrait être une référence au jeu de spiritisme Ouija, qui consiste à communiquer avec les esprits des défunts, car aux yeux du personnel féminin d’ACME Newspictures, le photographe donnait l’impression de savoir à l’avance où et quand les évènements intéressants vont se dérouler. Il y avait à cela une raison toute simple : Weegee avait dans sa voiture une radio branchée sur les fréquences de la police et était donc prévenu en même temps que les policiers lorsqu'un drame venait de se produire quelque part.

#### Lieux
En 1935, Weegee devient finalement photographe indépendant et exerce pour la presse américaine.

À cette époque aux États-Unis, la presse réclame plus qu’une simple démarche documentaire de la part des photographes. Le photojournalisme est chargé de rendre compte de la réalité de la société américaine, au plus près des évènements, aussi bien les plus médiatiques que les plus prosaïques. Les travaux photographiques doivent dévoiler les multiples aspects de la vie américaine en rapportant des images de différents lieux et milieux culturels (vie nocturne, réunion politique, milieu populaire, etc.). Cette fonction permet l’émancipation de la figure professionnelle et indépendante du photographe, et de lier étroitement son activité au journalisme. Il écrit : 
« Dans mon cas particulier, je n'ai pas attendu que quelqu'un me donne un travail ou quelque chose comme ça, je suis allé me créer un emploi - photographe indépendant. Et ce que j'ai fait, n'importe qui d'autre peut le faire. Ce que j'ai fait, c'est simplement ceci : je suis allé au quartier général de la police de Manhattan et pendant deux ans, j'ai travaillé sans carte de police ni aucune sorte d'informations d'identification. Quand une histoire passait par un télétype de la police, j'y allais. L'idée était de vendre les photos aux journaux. Et naturellement, je choisissais une histoire qui voulait dire quelque chose. »
Le terrain privilégié de Weegee, c'est New York, et tout particulièrement sa vie nocturne, dans ses lieux emblématiques (cabaret, restaurant, refuge de nuit, Metropolitan Opera…), et au fil de ses incidents sordides ou tragiques (crimes, accidents, noyades, incendies…). L'art du photographe consiste, selon sa propre expression, à « montrer combien, dans une ville de dix millions d’habitants, les gens vivent en complète solitude ».
Dans un premier temps, Weegee commence ses sorties nocturnes vers minuit en se rendant au commissariat de Manhattan. Il attend que les nouvelles tombent sur les transcripteurs de la police, puis se rend sur les lieux des évènements à photographier. Condamné par cette méthode à arriver toujours trop tard, Weegee achète une voiture (Chevrolet Chevy Coupe), une radio portative à ondes courtes et une carte de presse afin de mettre à profit ses relations avec les policiers et gagner en autonomie.
En 1938, « Weegee the Famous » est en effet le premier et seul photographe à avoir le privilège d’être branché sur la radio de la police. Ce dispositif lui permet d’arriver sur les lieux de crimes, d’accidents, d’incendies, de suicides, en même temps que les policiers, voire avant eux. Ses flashs crépitant rendent compte de ses scènes encore chaudes où les traces laissées ne sont pas nettoyées et rendues à une certaine normalité de la vie quotidienne par le travail des policiers ; le sang s’écoule sur la chaussée, les armes du crime jonchent le sol, la fumée envahit l’atmosphère des rues, les volants sont encore dans les mains des victimes d’accident, les chaussures encore sous les roues, les chocs émotionnels sont imprimés sur les photographies. Il dit qu'il essaie « d'humaniser le reportage ». Il n'hésite pas à mettre en scène les cadavres, à les déplacer légèrement ou à cadrer de façon à capter les mots de la rue ou des publicités pour les raccorder à la scène : sur sa photographie du corps du gangster Dominick Didato, le mot rest (« repos ») apparaît, tronqué à partir d'un écriteau de restaurant. Au cours de ces sorties nocturnes, il prend également sur les scènes qu'il visite plus de 1500 autoportraits, à travers lesquels il se plaît à se dépeindre comme un détective dur à cuire.

#### Équipement

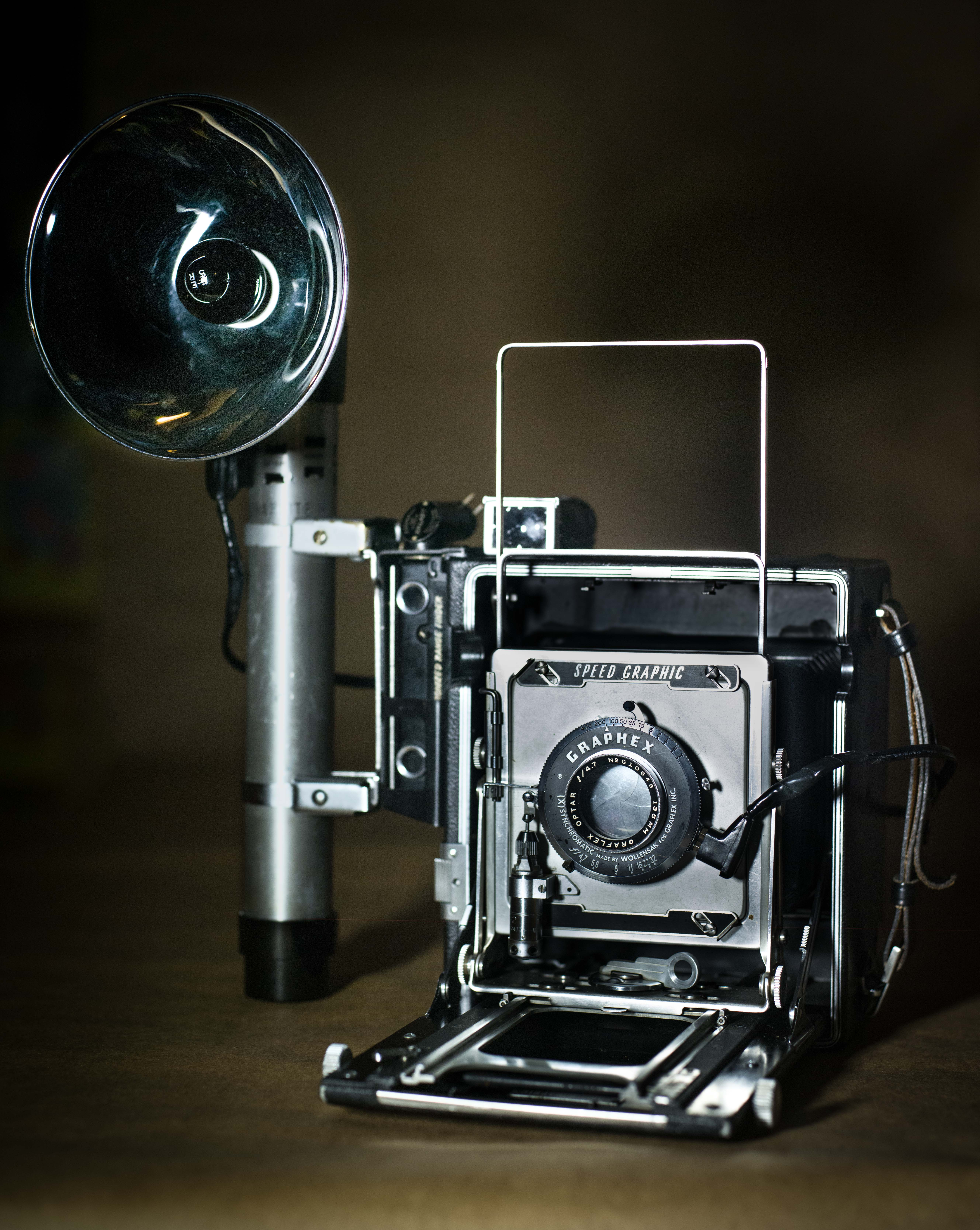
Weegee a utilisé un Speed Graphic avec des ampoules infrarouges pour photographier dans le noir. Le Speed Graphic, le flash, 3 piles zinc «D» et un support de film pesaient près de 9 livres (environ 4 kg). Sélection tirée de Piercing Darkness de Daniel D. Teoli Jr.

Pour 5 dollars l’épreuve, Weegee passe ses nuits dans sa voiture et dort n’importe où pour être réactif aux évènements. L’aménagement de sa voiture est minutieusement étudié. Elle abrite un laboratoire photographique dans le coffre, de nombreux appareils photographiques préchargés en plaques, ainsi qu’un stock d’ampoules de flash et une machine à écrire pour signer ses photos. Afin de tenir le rythme effréné de la nuit, Weegee a également du salami, une bouteille de coca, une boîte remplie de cigares et un costume de rechange. Le photographe s’habille avec des vêtements amples comportant de nombreuses poches à fermeture éclair pour avoir l’essentiel de son matériel sur lui et éviter d’égarer les divers composants de son appareil. Weegee considère sa voiture et tout ce qui compose son matériel professionnel comme ses « ailes ». Au niveau de son matériel, Weegee fait preuve d’une grande fidélité. Il utilise le plus souvent un Speed Graphic 4x5 avec une ouverture à f/16, à 1/200e de seconde et une focale à 10 pouces (25 centimètres). Il est également utilisateur de Rolleicord, comme on peut le voir dans le livre Le New York de Weegee.

#### Clients
Sa nuit se termine généralement lorsque, une fois les plaques développées, il se rend aux différentes rédactions des journaux avant six heures du matin, afin que ses tirages soient dans les premières éditions de la journée. Cette manière de travailler lui confère une certaine liberté et autonomie dans le choix de ses photographies et sujets de reportage. Ses principaux clients sont, entre autres, Herald Tribune, The Daily Mirror, New York Daily News, Life, Vogue, Sun. 

#### Sujets et ambiguïté

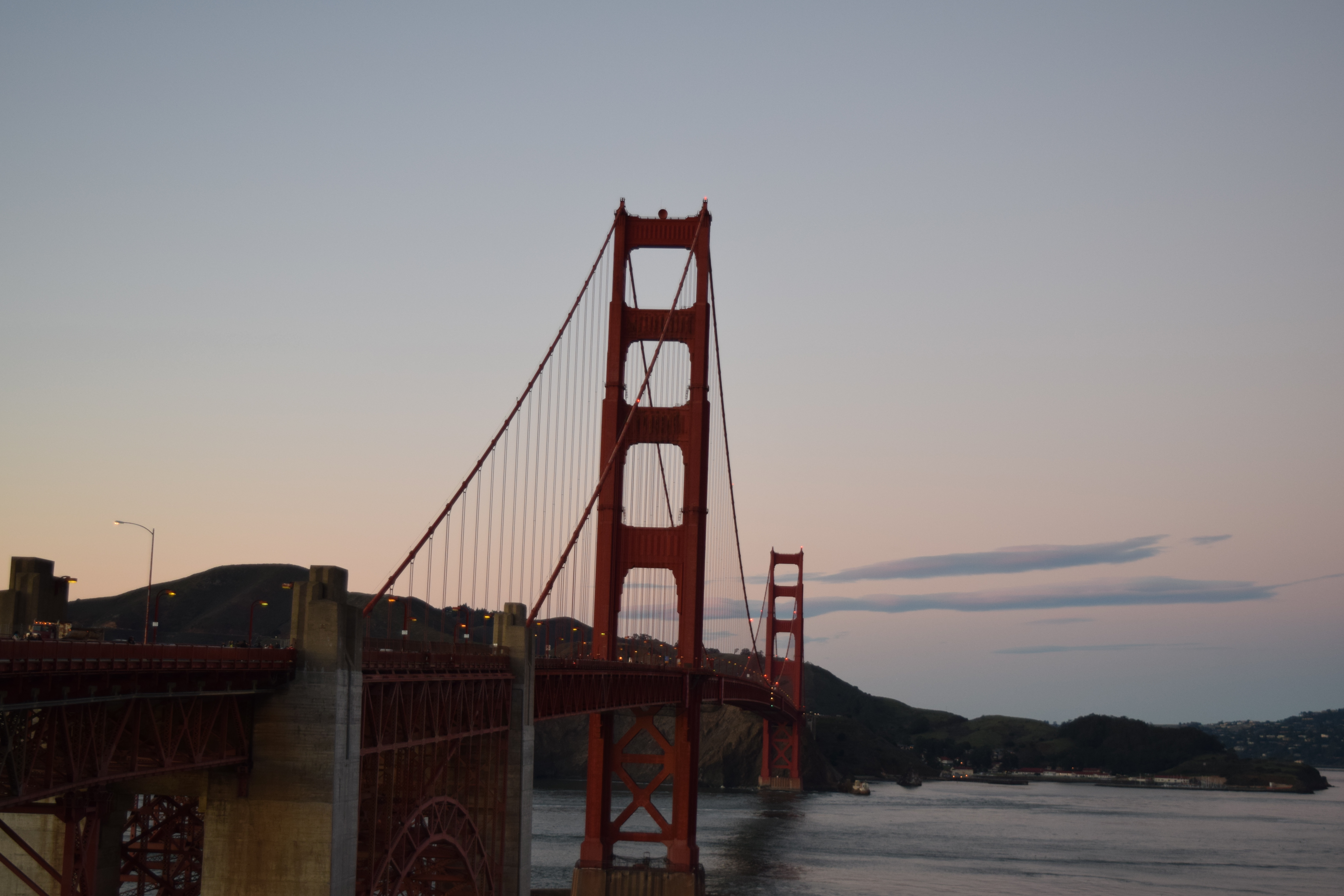
Le Golden Gate Bridge avant le coucher du soleil par Weegee

Grâce à cette autonomie, Weegee a contribué à éclairer une facette des plus méconnues de la société américaine durant la Grande Dépression de l’Entre-deux-guerres. New York se peuple de plus en plus, l’été est chaud, l’hiver est froid, l’emploi manque et le crime augmente. Ces grandes lignes ne sont pas une réécriture de l’histoire des États-Unis mais les thèmes éclairés par les travaux de Weegee. Se prenant d’affection pour les déshérités et les clochards s’aménageant des refuges de misère et vivant dans des taudis, Weegee aime à dire qu’il n’a aucune inhibition, pas plus que son appareil. L'appareil photo, dit-il, est une « lanterne d'Aladdin moderne », qui a le pouvoir de tout montrer.
Weegee ne croit qu’en l’instantané et à l’enregistrement des scènes dramatiques encore chaudes de la vie quotidienne. Il photographie aussi bien les victimes, les coupables, les policiers, les témoins et passants, recréant ainsi une fresque autour de scènes quotidiennes émaillant le caractère lissé du rêve américain. Les plus brillants photographes, selon ce qu'il déclare dans un enregistrement de 1958, Famous Photographers Tell How, se désintéresseront rapidement du cadavre pour tourner l'objectif vers ceux qui regardent. 
Cette lecture de l’œuvre de Weegee n’est pas à contre-courant des travaux photographiques de l’époque. Au contraire, il participe de cette naissance d’un photojournalisme qui se donne pour objectif d’être au plus près de la réalité et met tout en œuvre pour remplir sa mission. Alors que d'autres photographes sont subventionnés par des programmes nationaux visant à recenser visuellement les conditions de vie des Américains (campagnes désertifiées, travailleurs d'usines, etc.), Weegee privilégie une autonomie qui lui laisse choisir ses sujets photographiques recevant un fort écho médiatique auprès des rédactions des journaux.

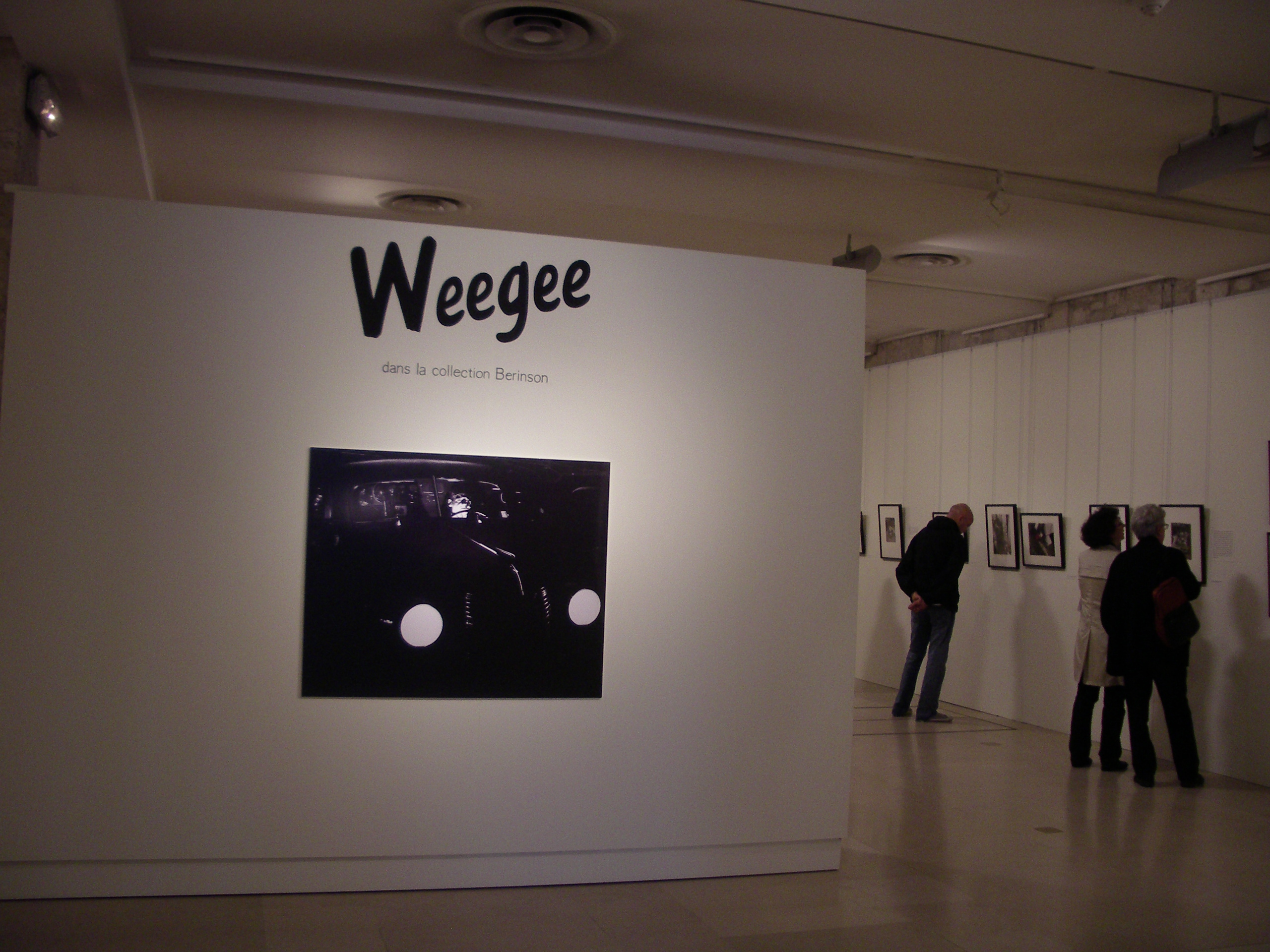
Exposition Weegee au Musée Maillol, 2007

Au cours de sa carrière, Weegee est devenu un personnage ambigu, aux diverses personnalités et souvent critiqué par certains comme étant un voyeur qui photographie le malheur de ses concitoyens. Pour preuve de cette ambiguïté, certains le considèrent comme l’un des précurseurs des photographies à sensation des tabloïds, alors qu’il reçoit, en parallèle, la reconnaissance artistique de son travail par des institutions officielles (Museum of Modern Art de New York en 1943). L’ambiguïté tient également à la place que donne Weegee à la mort, ses alentours, conditions et effets, comme l'atteste l'une des premières expositions de ses photographies, organisée par la Photo League locale en 1941, Murder is my Business.

#### Fin de vie
En 1957, après avoir développé un diabète, il emménage avec Wilma Wilcox, une assistante sociale quaker qu'il connaissait depuis les années 1940, et qui s'est occupée de lui puis s'est occupée de son travail.  
En 1959, il est invité à des tournées de conférences en Union soviétique, il travaille également en France, en Angleterre et en Belgique mais il retourne finalement à New York, sa ville, où il finit sa vie.
En 1962  , Weegee joue le rôle principal dans un film d'exploitation Nudie Cutie, destiné à être un pseudo-documentaire de sa vie. Surnommé « L'improbable » M. Wee Gee, il montre Fellig tomber apparemment amoureux d'un mannequin de vitrine qu'il suit à Paris, tout en poursuivant ou en photographiant diverses femmes.
Weegee meurt le 26 décembre 1968 à la suite de complications liées à une tumeur au cerveau.

### Activités annexes et culture populaire
Weegee a également été lié au tournage de films en 16 mm. De 1946 à 1960, il travaille à Hollywood comme acteur et comme conseiller technique sur des films policiers. Il apparaît également au générique du film de Stanley Kubrick, Docteur Folamour, où l’accent utilisé par Peter Sellers pour incarner le personnage principal serait directement inspiré de l’accent de Weegee. Dans le film The Public Eye (L'Oeil public) de Howard Franklin, sorti sur les écrans en 1992, Joe Pesci incarne un photographe travaillant en étant branché sur la radio de la police. Ce personnage est directement inspiré de la vie de Weegee.
Dans les années 1960, Weegee voyage à travers l’Europe et expérimente différents formats (panoramiques, distorsions) et genres (photos de nu) photographiques, notamment pour le Daily Mirror. Andy Warhol dit avoir été influencé par l'œuvre de Weegee mais il fait principalement référence à son travail au cours des années 1930.
La couverture de l'album de chansons Listen without Prejudice, Vol. 1 sorti en 1990, du chanteur britannique George Michael, est une photographie de 1940 de Weegee.
Selon le réalisateur Dario Argento, le photographe joué par Harvey Keitel dans son segment de Two Evil Eyes de 1990 s'est inspiré de Weegee.
L' épisode de 1999 The X-Files, Tithonus, concerne un « Alfred Fellig » enquêté pour avoir photographié des scènes de crime avant l'arrivée des services d'urgence.
Le film Nightcrawler de 2014 a également été inspiré par Weegee.

## Œuvre de Weegee

### Ouvrages
- (en) Naked City est le premier livre de Weegee. Paru en 1945, il est à l’origine du film La Cité sans voiles (The Naked City) réalisé en 1948 par Jules Dassin et du groupe de musique Naked City de John Zorn.
- (en) Weegee by Weegee (1961) est l’autobiographie de Weegee, dans laquelle il revient sur dix années passées à sillonner les ruelles à la fois sombres et éclairées de New York.
- (en) Weegee’s New York : 335 Photographs 1935-1960  (préf. John Coplan), London, Schirmer Art Books, 1982, 335 p. (ISBN 3-88814-874-X)
- Weegee, bande dessinée scénarisée par Max de Radiguès et illustrée par Wauter Mannaert, éditions Sarbacane, 2016

### Expositions
- 1948 : Cinquante photographies de cinquante photographes, exposition collective organisée par Edward Steichen, Museum of Modern Art, New York[17].
- 1959 : Plusieurs expositions en URSS dans le cadre d'une tournée de conférences.
- 1974 : « Photographs from the Printing Press », exposition de groupe, Museum of Modern Art, New York[17].
- 1977 : "« The Famous Weegee », première rétrospective, Centre international de la photographie, New York.
- 1980 : Exposition « Naked City », Musée des beaux-arts de Tel Aviv (Israël), en collaboration avec l'International center of photography de New York.
- 1990 : « The Famous Weegee », Musée des beaux-arts de Tel Aviv.

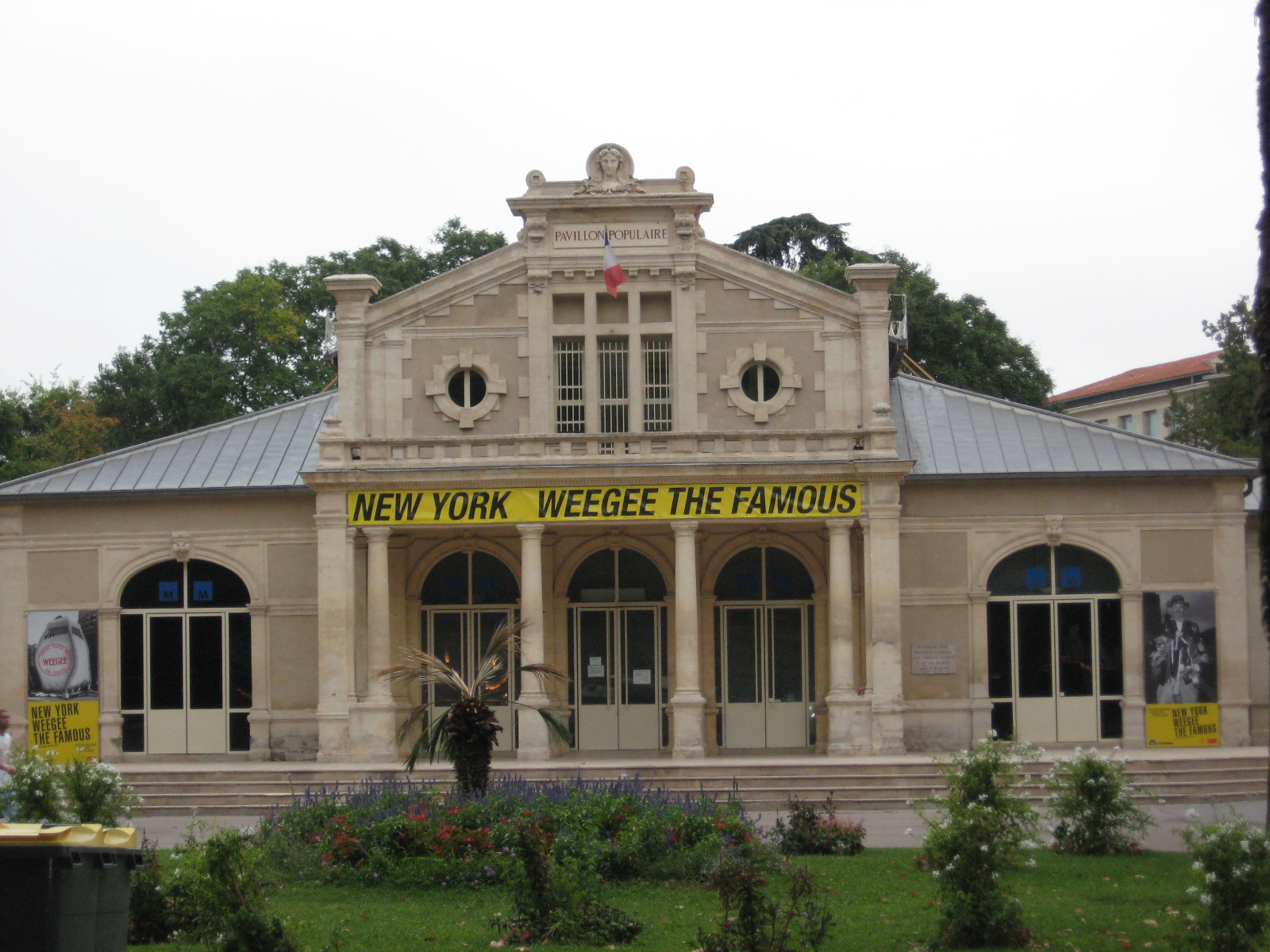
Pavillon populaire de Montpellier accueillant une exposition des photographies de Weegee the famous, 2008.

- 21 novembre 1997 - 22 février 1998 : Weegee's world, International center of photography, New York.

puis 14 novembre 1998 - 14 janvier 1999 : Le monde de Weegee. La vie, la mort et la tragédie humaine, Maison européenne de la photographie (MEP), Paris,,.
- 2007 : Exposition Weegee au Musée Maillol de Paris

- 15 juin 2008 - 14 septembre 2008 : New York Weegee the Famous, Pavillon populaire, Montpellier. Cette exposition, présentant un choix de 281 images issues de la collection de Michel et Michèle Auer, est composée de tirages originaux, réalisés sur différents formats. Elle montre le travail de Weegee de 1932 aux années 1960 et est accompagnée d'un catalogue.

- 2012 : Murder Is My Business,  Centre international de la photographie, New York. Cette exposition regroupe des clichés pris entre 1936 et 1945 par le photographe dans les rues de New York[21]. À cette époque, la Grande dépression et la Prohibition engendrent violence, meurtres et accidents en tout genre. Weegee arpente les rues la nuit et devient le reporter de ces faits divers, souvent sordides et mis en scène de manière macabre par le photographe lui-même avec un sens aigu de l'ironie.
- 28 mai 2016 - 4 décembre 2016 : Weegee by Weegee, Musée de la photographie à Charleroi, Belgique. Cette exposition présente des photographies issues de la collection Jean Pigozzi, montrées fin 2015 au Baker Museum (en) de Naples, en Floride.